# Cobreros
Cobreros és un municipi de la província de Zamora a la comunitat autònoma de Castella i Lleó. Comprèn les pedanies d'Avedillo, Barrio de Lomba, Castro de Sanabria, Cobreros, Limianos de Sanabria, Quintana de Sanabria, Riego de Lomba, San Martín del Terroso, San Miguel de Lomba, San Román de Sanabria, Santa Colomba de Sanabria, Sotillo de Sanabria i Terroso.

## Demografia
| 1991 | 1996 | 2001 | 2004 |
| ---- | ---- | ---- | ---- |
| 847  | 874  | 697  | 672  |